# Latarnik (film)
Latarnik – polski film telewizyjny z 1976 roku, będący adaptacją noweli Henryka Sienkiewicza o tym samym tytule. Część scen nakręcono z użyciem Stawy Młyny oraz falochronu zachodniego na terenie Świnoujścia. Film kręcono także w Łodzi.

## Obsada
- Józef Pieracki (latarnik Skawiński)
  - Krzysztof Kiersznowski (Skawiński w młodości)
- Józef Osławski (dostawca)
- Antoni Jurasz (konsul amerykański)
- Stanisław Michalski (kapitan statku)
- Krystyna Tolewska (Mary, córka konsula)
- Hanna Bedryńska (matka Skawińskiego)
- Sławomir Misiurewicz (Józef Bem)
- Eugeniusz Wałaszek (karczmarz)